# Stanislaus Anton Puchner
Stanislaus Anton Puchner (Banská Štiavnica, 11 novembre 1779 – Banská Štiavnica, 28 dicembre 1852) è stato un politico austro-ungarico.

## Biografia
Nato a Banská Štiavnica nel 1779, Stanislaus Anton Puchner, era membro di una nobile famiglia tedesco-ungherese. Intrapresi gli studi, proseguì nell'area giuridica sino a laurearsi a Presburgo, ove poi decise di optare per la carriera militare, che iniziò trionfalmente combattendo nell'esercito austriaco contro quello di Napoleone Bonaparte.
Promosso generale di Cavalleria, durante la rivoluzione del 1848 venne nominato tra i cinquanta commissari nominati per risolvere le rivolte nel paese assieme al Conte Kajetan von Bissingen-Nippenburg e nel 1849 il suo nome rientrò tra i sette comandanti più valorosi distintisi nelle battaglie contro i rivoluzionari ungheresi. Egli, in un primo momento, aveva supportato al rivolta di Kossuth tentando di placare gli animi in un'area tanto delicata quanto poteva essere l'Ungheria della prima metà dell'Ottocento.
Quando però i suoi legami con la corte austriaca si fecero sempre più forti e stabili, egli ruppe completamente ogni contatto con i rivoluzionari ungheresi. In cooperazione col feldmaresciallo Alfred von Windisch-Graetz, iniziò una guerriglia sporadica contro gli Székely, occupando Cluj e Gran Varadino (Oradea). Prima della definitiva sconfitta, Kossuth nominò a capo delle sue truppe il generale polacco Józef Bem, ma le sue forze erano ormai troppo stremate per resistere all'esercito austriaco e la rivolta capitolò nel 1849. Fu in questa occasione che Puchner ottenne la medaglia di Cavaliere dell'Ordine Militare di Maria Teresa.
Nel 1839, inoltre, aveva fatto iniziare la costruzione del Castello di Banská Štiavnica, sua residenza ufficiale, che oggi rientra nel complesso di beni della città tutelati dall'UNESCO. Nell'ottobre del 1849 venne trasferito col titolo di Governatore a Venezia, operando per conto del viceré del Regno Lombardo-Veneto, ove rimase sino al 22 luglio 1850. Ritiratosi a vita privata, morì nel proprio castello di Banská Štiavnica nel 1852.

## Onorificenze

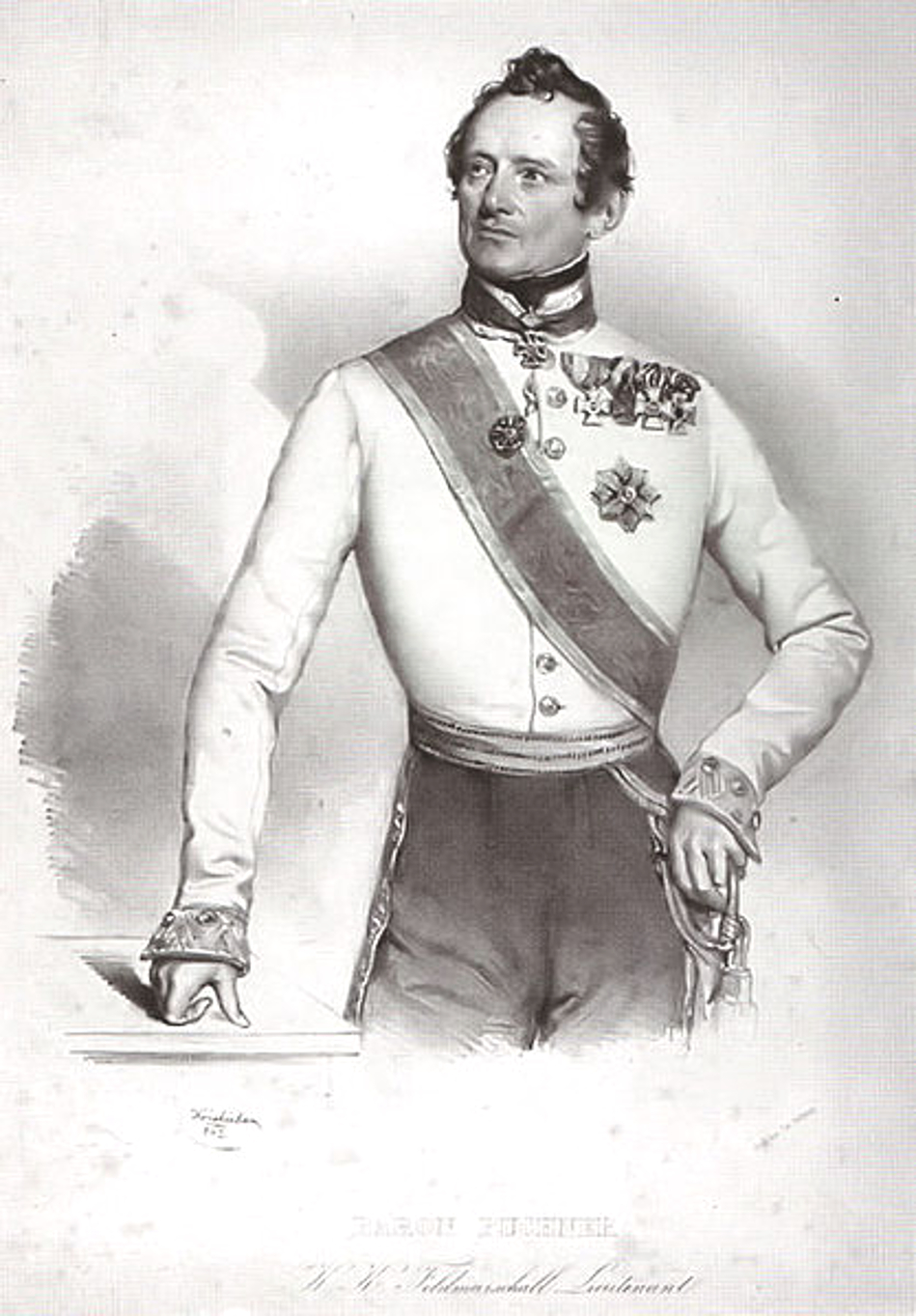
Stanislaus Anton Puchner nelle vesti di comandante militare in una litografia di Joseph Kriehuber.